# Ivan Kučírek
Ivan Kučírek (Břeclav, 25 de noviembre de 1946-Brno, 5 de febrero de 2022) fue un deportista checoslovaco que compitió en ciclismo en la modalidad de pista, especialista en las pruebas de velocidad individual y tándem.
Ganó seis medallas en el Campeonato Mundial de Ciclismo en Pista entre los años 1971 y 1983.
Participó en tres Juegos Olímpicos de Verano, entre los años 1964 y 1972, ocupando el quinto lugar en la disciplina de tándem tanto en México 1968 como en Múnich 1972.

## Medallero internacional
| Campeonato Mundial | Campeonato Mundial          | Campeonato Mundial | Campeonato Mundial       |
| Año                | Lugar                       | Medalla            | Competición              |
| ------------------ | --------------------------- | ------------------ | ------------------------ |
| 1971               | Varese (Italia)             | Medalla de bronce  | Velocidad individual (A) |
| 1976               | Monteroni di Lecce (Italia) | Medalla de plata   | Tándem (A)               |
| 1980               | Besanzón (Francia)          | Medalla de oro     | Tándem (A)               |
| 1981               | Brno (Checoslovaquia)       | Medalla de oro     | Tándem (A)               |
| 1982               | Leicester (Reino Unido)     | Medalla de oro     | Tándem (A)               |
| 1983               | Zúrich (Suiza)              | Medalla de plata   | Tándem (A)               |